# ナショナル・セプテンバー11メモリアル&ミュージアム
ナショナル・セプテンバー11メモリアル&ミュージアム（National September 11 Memorial & Museum、日本語: 国立9月11日記念館・博物館）は、アメリカ同時多発テロ事件の公式追悼施設として2011年に開業した国営の施設。別名9/11メモリアル・ミュージアム。施設はニューヨークのグラウンド・ゼロ（ワールドトレードセンター跡地）にある。
なお、遺族などによって設立された民間の施設である「9・11トリビュート・ミュージアム（9/11追悼博物館）」（2022年8月17日閉館）とは別の施設である（アメリカ同時多発テロ事件#博物館参照）。

## 概要
同時多発テロから10年となる2011年9月11日に第一期となるメモリアルが開業し、2014年5月にはミュージアムが完成。同時多発テロ事件に関するさまざまな資料が展示されているほか、メモリアルにはテロ事件犠牲者の全員の名前が記載されている。

## 問題点
記念館のパンフレットは少なくとも10以上の言語に翻訳されていたが、アラビア語が含まれていなかった。

## ギャラリー

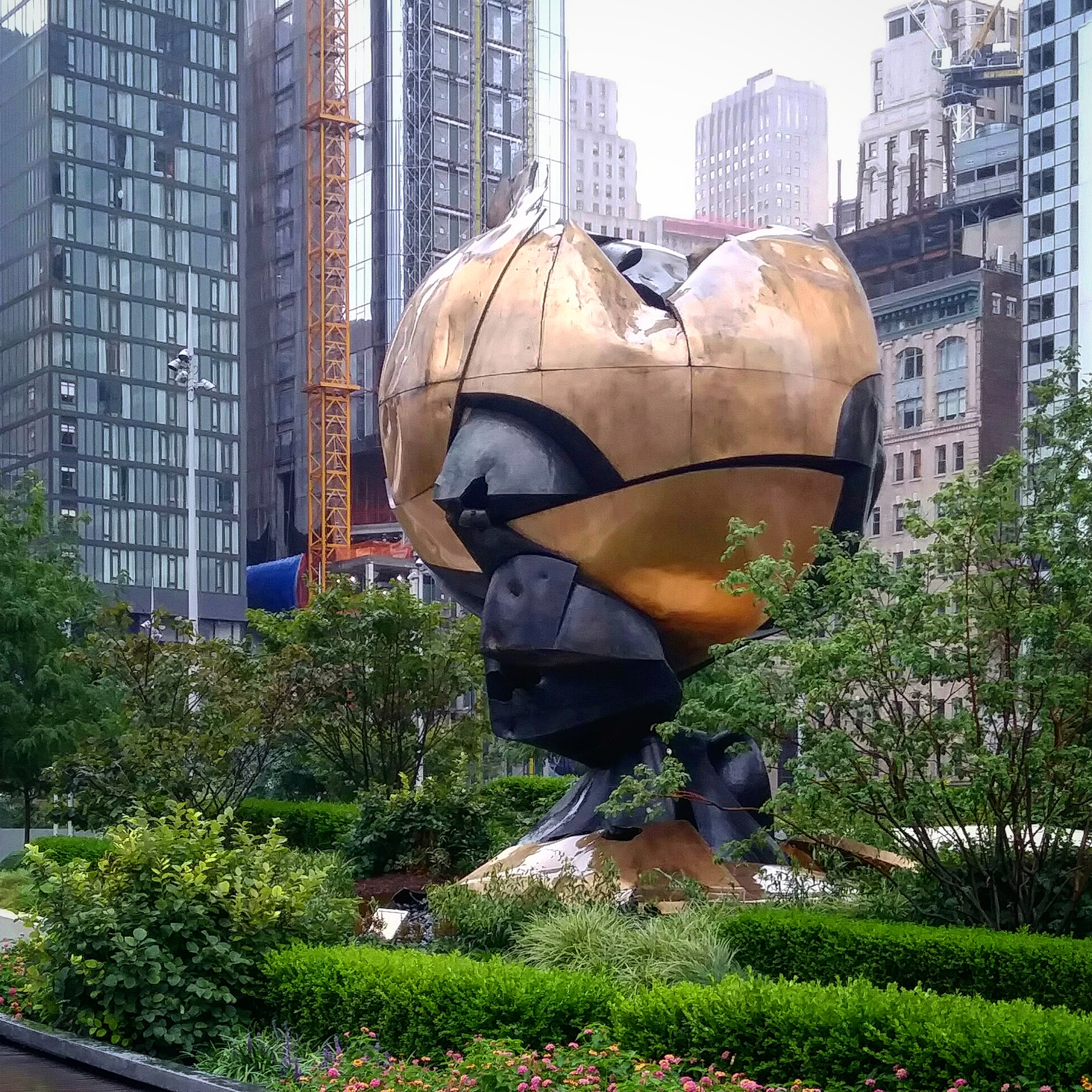
ザ・スフィア
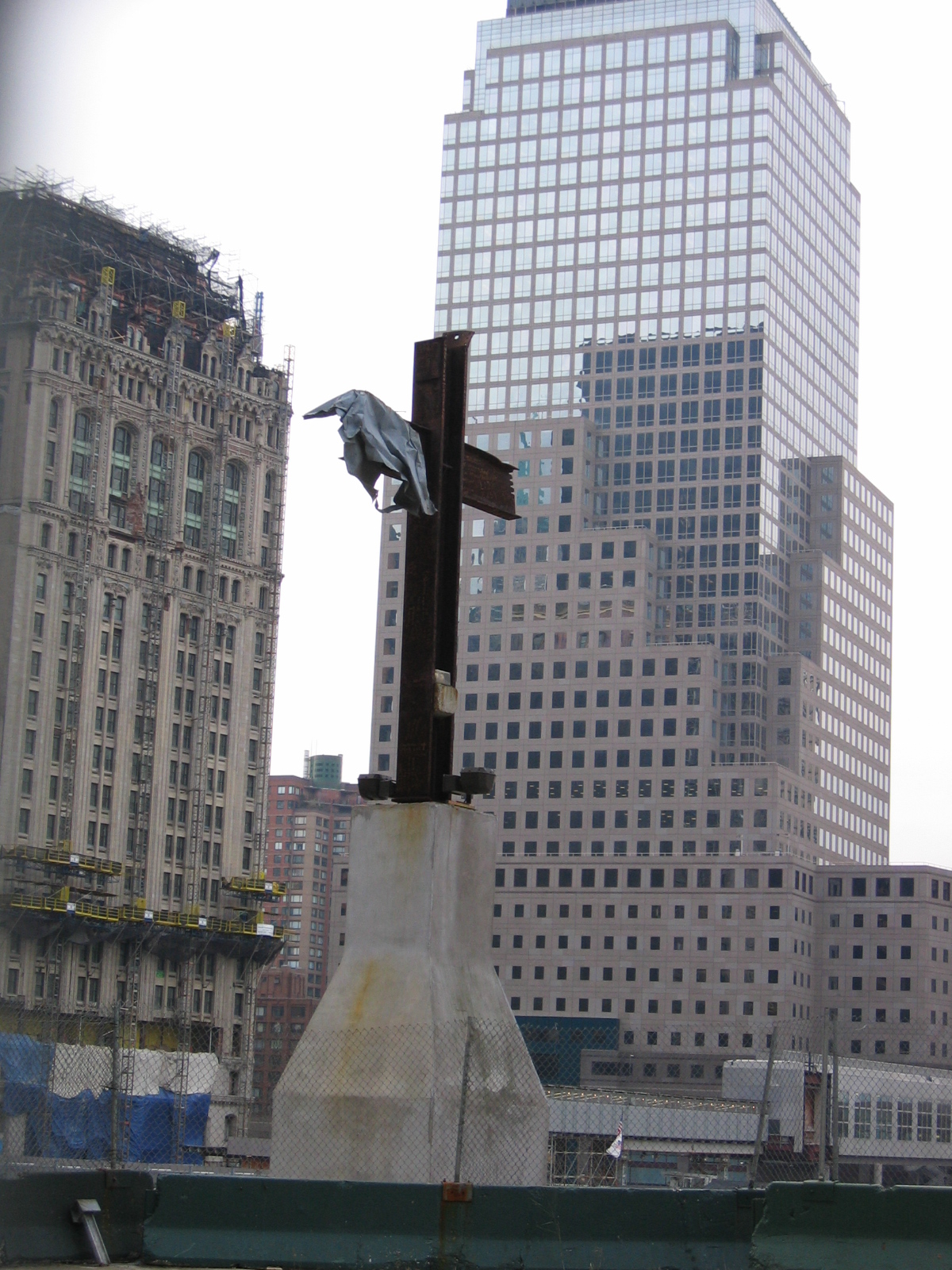
ワールドトレードセンター・クロス（英語版）
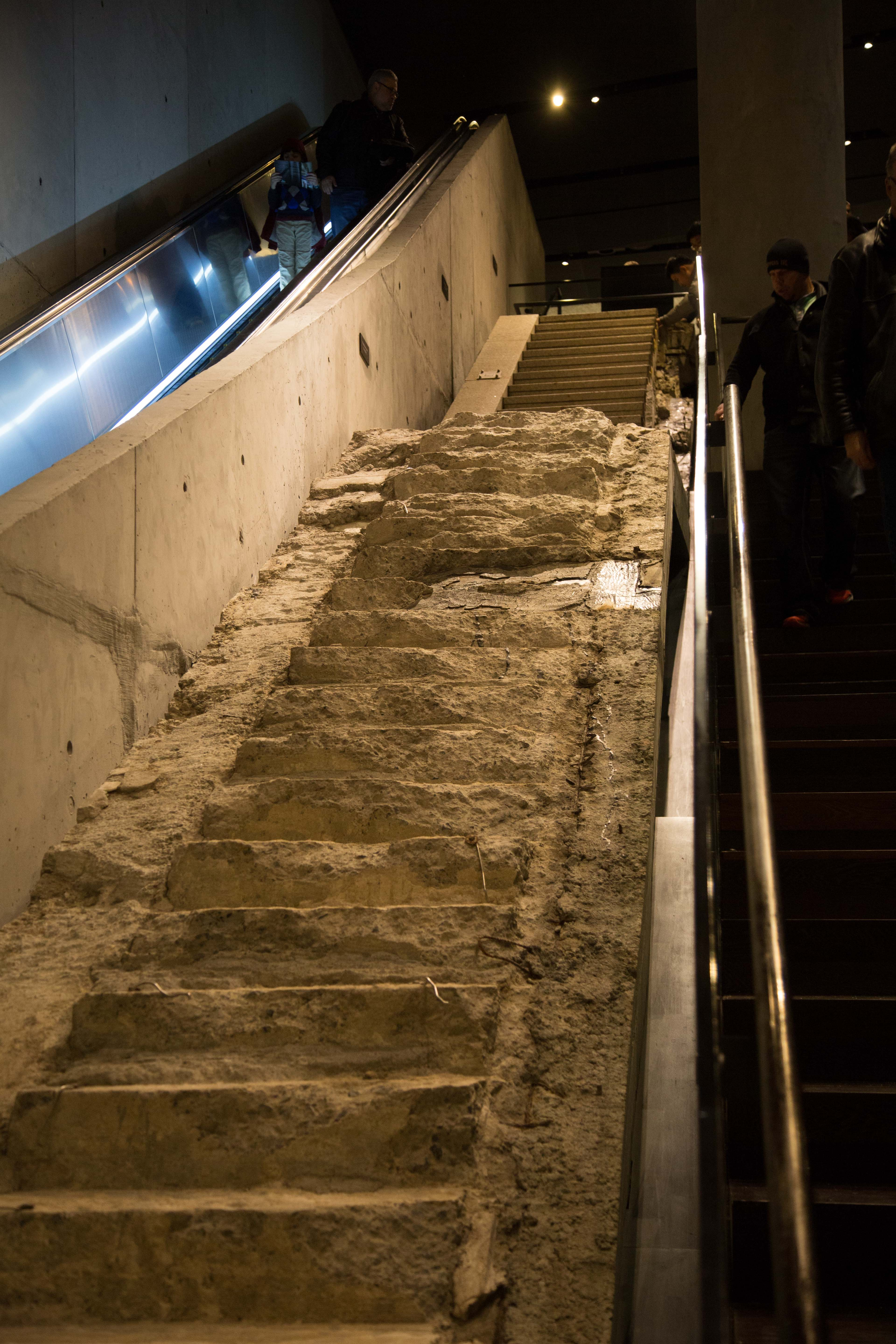
生存者の階段（英語版）
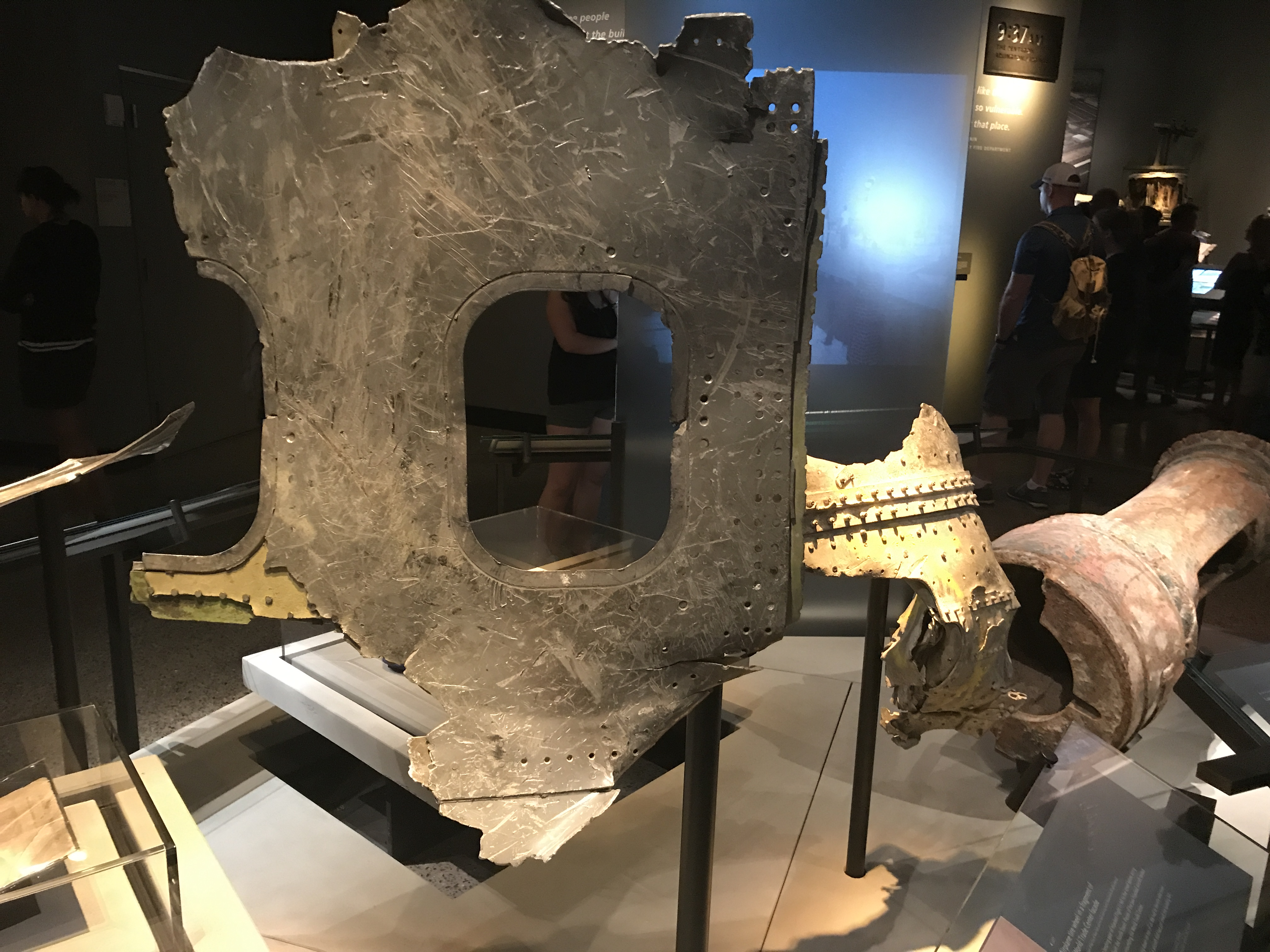
ハイジャック機の残骸